# Vieux-Champagne
Vieux-Champagne is een gemeente in het Franse departement Seine-et-Marne (regio Île-de-France) en telt 181 inwoners (2005). De plaats maakt deel uit van het arrondissement Provins.

## Geografie
De oppervlakte van Vieux-Champagne bedraagt 9,1 km², de bevolkingsdichtheid is 19,9 inwoners per km².
De onderstaande kaart toont de ligging van Vieux-Champagne met de belangrijkste infrastructuur en aangrenzende gemeenten.

## Demografie
Onderstaande figuur toont het verloop van het inwonertal (bron: INSEE-tellingen).